# Röster från andra sidan graven
Röster från andra sidan graven (engelska: Tales from the Crypt) är en amerikansk skräckserie som ursprungligen sändes i Home Box Office 10 juli 1989-19 juni 1996. Den är baserad på de klassiska skräckserierna från EC Comics. Serieförlaget gav ut serietidningarna/böckerna Tales from the Crypt, The Vault of Horror och The Haunt of Fear i början och mitten av 1950-talet. I Sverige visades serien av TV4 med start 1995.

## Handling
Varje avsnitt inleds av värden "The Crypt Keeper", ett ruttnande lik som sprider morbida skämt och ordvitsar omkring sig. Han presenterar de fristående avsnitten. 

## Om serien
Serien spelades i början in i Kalifornien, USA. Men de senare säsongerna spelades in i England och många av avsnitten under den här perioden handlade också om brittiska karaktärer.

## Medverkande
Rösten till "The Crypt Keeper" görs av John Kassir. Många kända skådespelare har medverkat i serien, till exempel Demi Moore, Brad Pitt, Joe Pesci, Lea Thompson, Michael J. Fox, Patricia Arquette, Miguel Ferrer, Teri Hatcher, Zelda Rubinstein, Iggy Pop, Katey Sagal med flera. Många av gäststjärnorna regisserade också några avsnitt, bland andra Tom Hanks och Arnold Schwarzenegger. Även flera kända regissörer medverkade, till exempel tre av seriens producenter, Walter Hill, Richard Donner och Robert Zemeckis. Andra som har regisserat avsnitt av serien är Tobe Hooper.